# 樋口隆昌
樋口 隆昌（ひぐち たかよし、1927年10月29日 - 2017年2月23日）は、日本の生化学者。京都大学名誉教授。農学博士。専門は木材化学。米国科学アカデミー海外会員。
木質成分であるリグニンの生合成、生分解の機構解明に貢献し、カナダ国立平原研究所 (NRC) 客員研究員、フランスグルノーブル大学理学部客員教授、国際木材科学アカデミー会長等を歴任するなど国際的にも活躍した。

## 経歴
- 長野県木曽郡福島町（現：木曽町）出身。
- 1950年
  - 名古屋大学理学部生物学科卒業
  - 岐阜大学農学部教員（助手、講師、助教授、教授）
- 1968年 京都大学木材研究所（現生存圏研究所）教授
- 1978年 同研究所所長
- 1991年 京都大学名誉教授、日本大学農獣医学部教授

## 受賞・叙勲歴
- 1985年 日本農学賞
- 1987年 アメリカ化学会アンセルムペイエン賞
- 1990年 紫綬褒章受章
- 1992年 藤原賞
- 2001年 日本学士院賞

## 著書
- 『木材化学』中野準三・樋口隆昌・住本昌之・石津敦共著、ユニ出版、1983年
- 『木質生化学』文永堂出版〈木質生命科学シリーズ〉、1993年